# Saint-André-des-Eaux (Loira Atlántico)
Saint-André-des-Eaux es una comuna francesa situada en el departamento de Loira Atlántico, en la región de Países del Loira.

## Demografía
| 1545 | 1554 | 1833 | 2541 | 2919 | 3532 | 6881 |
| Para los censos de 1962 a 1999 la población legal corresponde a la población sin duplicidades (Fuente: INSEE [Consultar]) |      |      |      |      |      |      |